# Бархан (фільм)
«Барха́н» — радянський художній фільм 1989 року, знятий на кіностудії «Узбекфільм».

## Сюжет
Молоде подружжя — Ірина та Ігор — відправляються на машині з Москви в Середню Азію до нового місця служби. Коли траса змінюється бездоріжжям, герої опиняються у складній ситуації не тільки недосвідчених мандрівників, але й свідків злочину…

## У ролях
- Валерій Рижаков — Гоша, Геннадій Миколайович, архітектор
- Марина Старих — Ірина, дружина Гоші
- Борис Токарєв — Шаміль, злочинець
- Володимир Трещалов — «Петрович», злочинець

## Знімальна група
- Режисер — Санжар Бабаєв
- Сценарист — Володимир Соколов
- Оператор — Тимур Каюмов
- Композитор — Віктор Бабушкін
- Художник — Едуард Аванесов